# Retrato de la madre del artista (Picasso)
Retrato de la madre del artista es una obra de pintura al pastel sobre papel realizada por Pablo Picasso en 1896 y que forma parte de la colección permanente del Museo Picasso de Barcelona. Ingresó en el museo como donación del artista en el año 1970 y se muestra en la sala 1 del museo.Firmado P. Ruiz Picasso en el ángulo inferior izquierdo y fechado 96.

## Descripción
En 1896, Picasso realiza numerosos retratos de los miembros de su familia. El padre, la madre y la hermana se convierten en modelos habituales. Uno de los retratos más hermosos es el que dedica a su madre, María Picasso López, con la que siempre estará muy unido. No tardó demasiado tiempo en hacer prevalecer el apellido materno, hasta convertirlo en firma única en la mayor parte de sus obras. Igual que la mayoría de los dibujos de juventud, éste sigue las corrientes de la sensibilidad de la época y las nociones estéticas que le guían a lo largo de los años de aprendizaje académico.
El retrato capta el momento en que la madre, de perfil, descansa medio adormecida, con la cabeza ligeramente inclinada hacia delante y los ojos cerrados, recreando una atmósfera plácida. El buen uso de las técnicas del dibujo y la acertada aplicación del color, sobre todo en los reflejos lumínicos del rostro de la mujer y en la textura de la tela de la camisa blanca, realzada por trazos de un blanco álgido, hacen de este retrato una obra destacada del periodo de formación del artista.

## Restauración
En 1970, año de la gran donación de Picasso al museo de Barcelona, la obra fue sometida a un difícil proceso de limpieza y recuperación. Aparte de las arrugas que mostraba el papel, estaba recubierta por abundantes manchas de moho, que fue posible hacer desaparecer después de un trabajo lento y meticuloso, realizado con el máximo cuidado, ya que el polvillo del pastel, que no estaba fijado, podía saltar con facilidad. La buena labor de restauración permitió recuperar un magnífico y perfecto retrato de la madre del artista.

## Otros retratos de su madre
Durante su trayectoria Picasso realizó diversos dibujos y retratos de su madre. En el museo barcelonés se conservan varios dibujos anteriores del busto de la madre, a lápiz sobre papel, hechos en La Coruña el 1894-1895; otros realizados en Málaga o en Barcelona el año 1895; y otros dibujos hechos en Barcelona en 1895; así como tres acuarelas; además de diversos esbozos y apuntes.